# A.J. Sanders

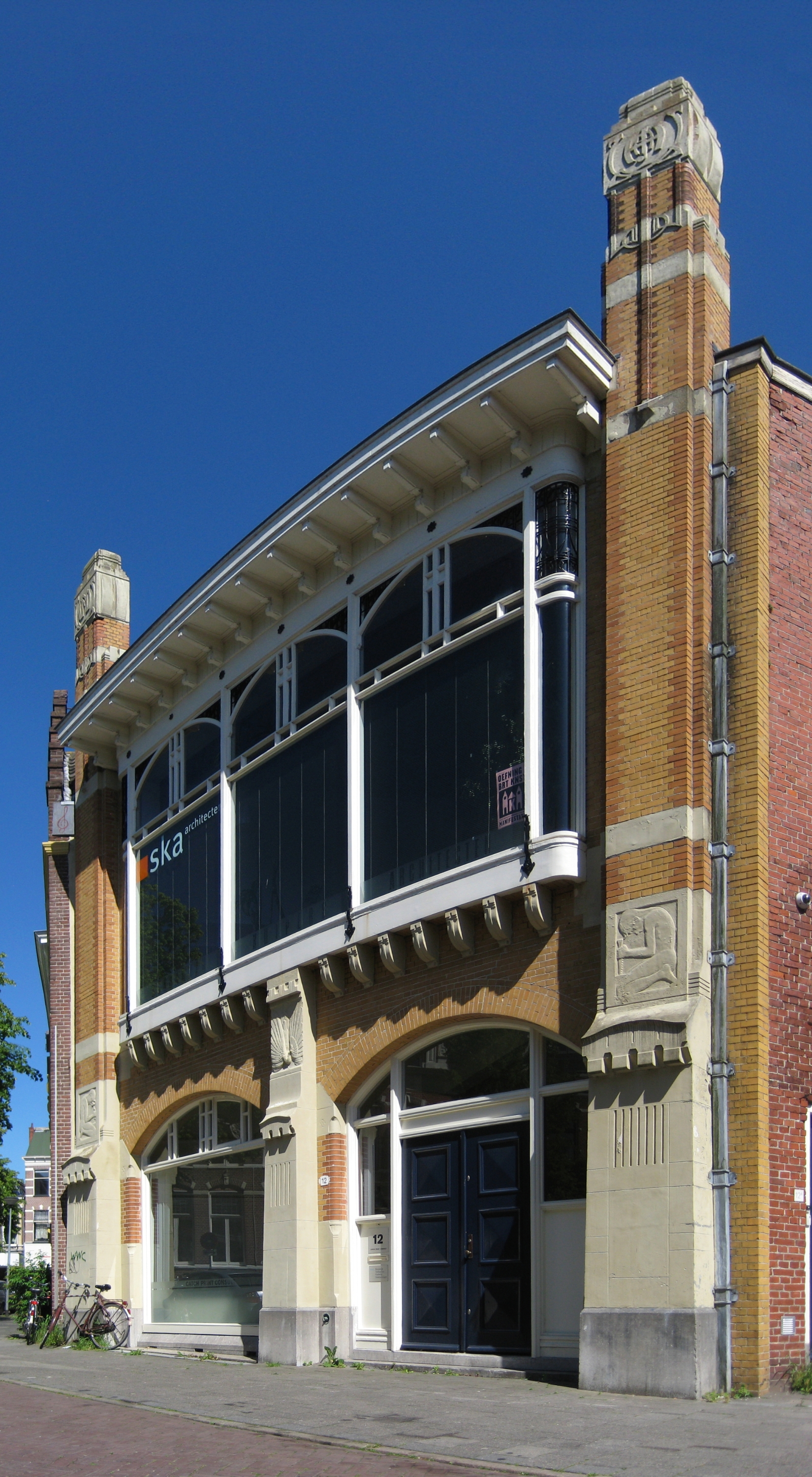
De voorgevel van de door Sanders ontworpen voormalige meubelfabriek Nederland (1904) aan de Blekerstraat in de Groninger Schildersbuurt (2010). De zandstenen reliëfs worden toegeschreven aan de beeldhouwer Arie van der Lee.
Ter gelegenheid van de bouw van het pand schreef directeur J.A. Huizinga in 1903 een ontwerpprijsvraag uit voor een "modern woonkamer-ameublement, met of zonder gordijnen". In de jury zaten behalve Sanders ook de architecten Berlage, H.W. Mol en J.A. Mulock Houwer en de meubelontwerper Willem Penaat. Ze kenden niemand de eerste prijs toe.

Anton Johan Sanders (Rotterdam, 9 februari 1869 - Groningen, 18 april 1909), onder vakgenoten doorgaans A.J. Sanders genoemd, was een Nederlandse architect, die kantoor hield in de stad Groningen.

## Leven en werk
Toen Anton Sanders op de HBS zat overleed zijn vader, wat hem deed besluiten om de Ambachtsschool te gaan volgen teneinde zo snel mogelijk financieel zelfstandig te kunnen zijn. Nadat hij deze had afgerond, werkte hij voor verschillende architecten, waaronder voor de Haagse bouwmeester E.F. Ehnle (1862-1922). Ook was hij werkzaam voor de van oorsprong uit Zeeland afkomstige architect J.J. van Nieukerken (1854-1913). Deze had de opdracht verworven voor een deel van de nieuwbouw van het Academisch Ziekenhuis in Groningen en ten behoeve van dat project, waarmee in 1895 werd begonnen, nam hij Sanders als opzichter in dienst. Nadat de bouw van het ziekenhuis in 1903 was voltooid, bleef Sanders in Groningen en vestigde zich er als zelfstandig architect.
Zijn praktijk, waarin ook de latere architect M.G. Eelkema (1883-1930) werkte, was al gauw succesvol: hij kreeg opdrachten uit zowel de provincie Groningen als elders uit het land. Twee van Sanders' bekendste bouwwerken staan in de stad Groningen: een uitbreiding in art-nouveaustijl van de meubelfabriek Nederland (1904) en de Oppenheimbank (1905), een berlagiaans bankgebouw. Beide panden zijn aangewezen als rijksmonument. Verder zijn onder meer een burgemeesterswoning in Delfzijl, een landhuis in Nunspeet en twee villa's in Wildervank van zijn hand. Sanders ontwierp daarnaast ook interieurs. Op een in 1903 door de Maatschappij van Nijverheid in Arnhem georganiseerde Tentoonstelling van Toegepaste Moderne Kunst werd een door hem ontworpen interieur bekroond met een zilveren medaille.
Een verbouwing van het Groninger Diaconessenhuis, waarbij hij opnieuw samenwerkte met Van Nieukerken, zou een van zijn laatste werken zijn. Op 18 april 1909 werd Sanders te Groningen door een hartverlamming getroffen en overleed hij op 40-jarige leeftijd.
Samen met zijn broer Ludwig Adrian ontwikkelde hij het zogenaamde gemetalliseerd beton waardoor kleureffecten verkregen werden. In Nederland werd dit, na zijn overlijden, voor de eerste keer toegepast in een door de architect Jan Gratama ontworpen tuinhuis op de Tweede Jaarbeurs in 1917 in Utrecht.

## Werken (selectie)
- 1904: Magazijn met kantoor voor meubelfabriek Nederland aan de Blekerstraat, Groningen[1]
- 1905: De Oppenheimbank aan de Pelsterstraat, Groningen[4]